# トロ・フビロ

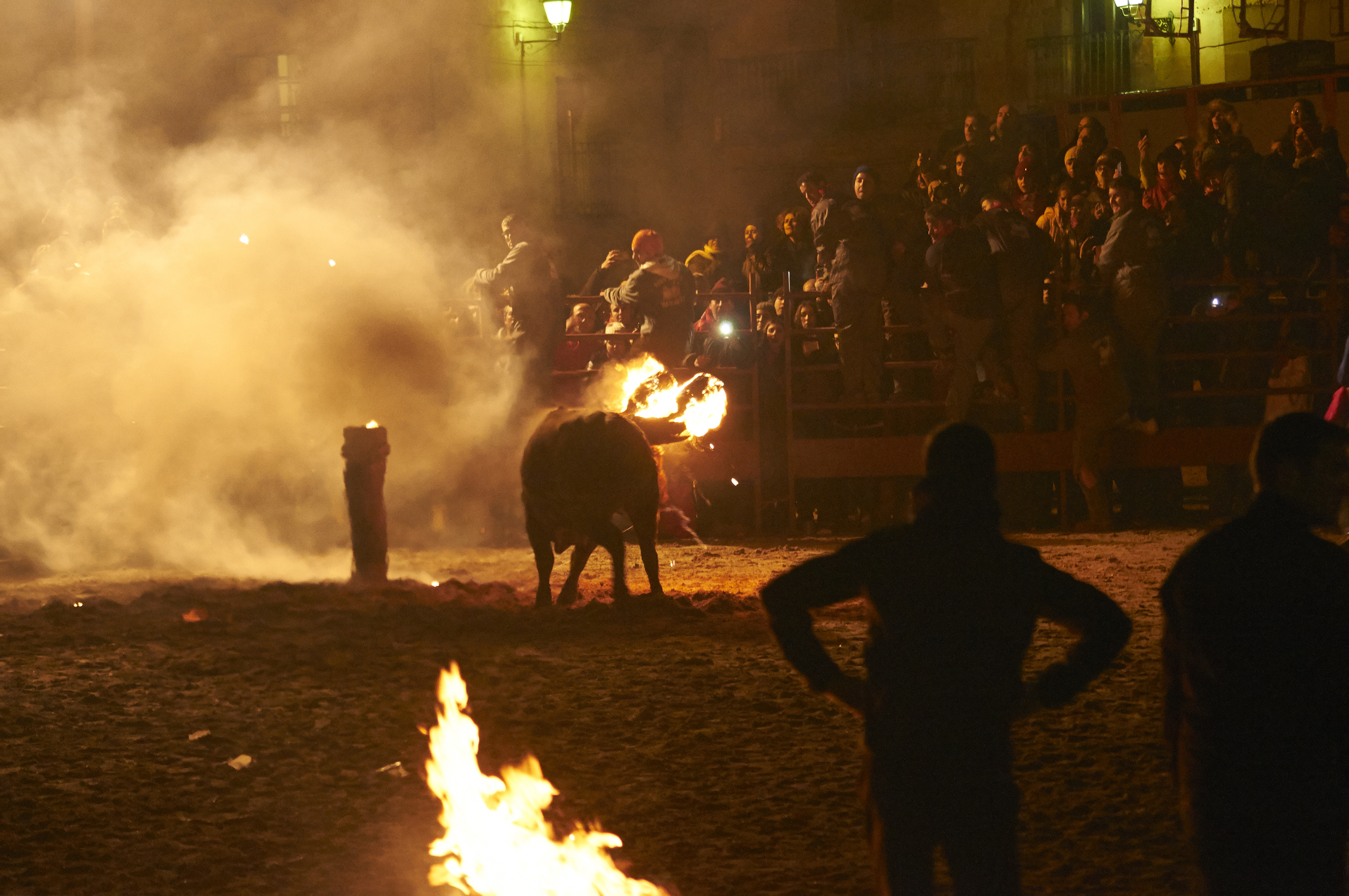
トロ・フビロを楽しむ観客

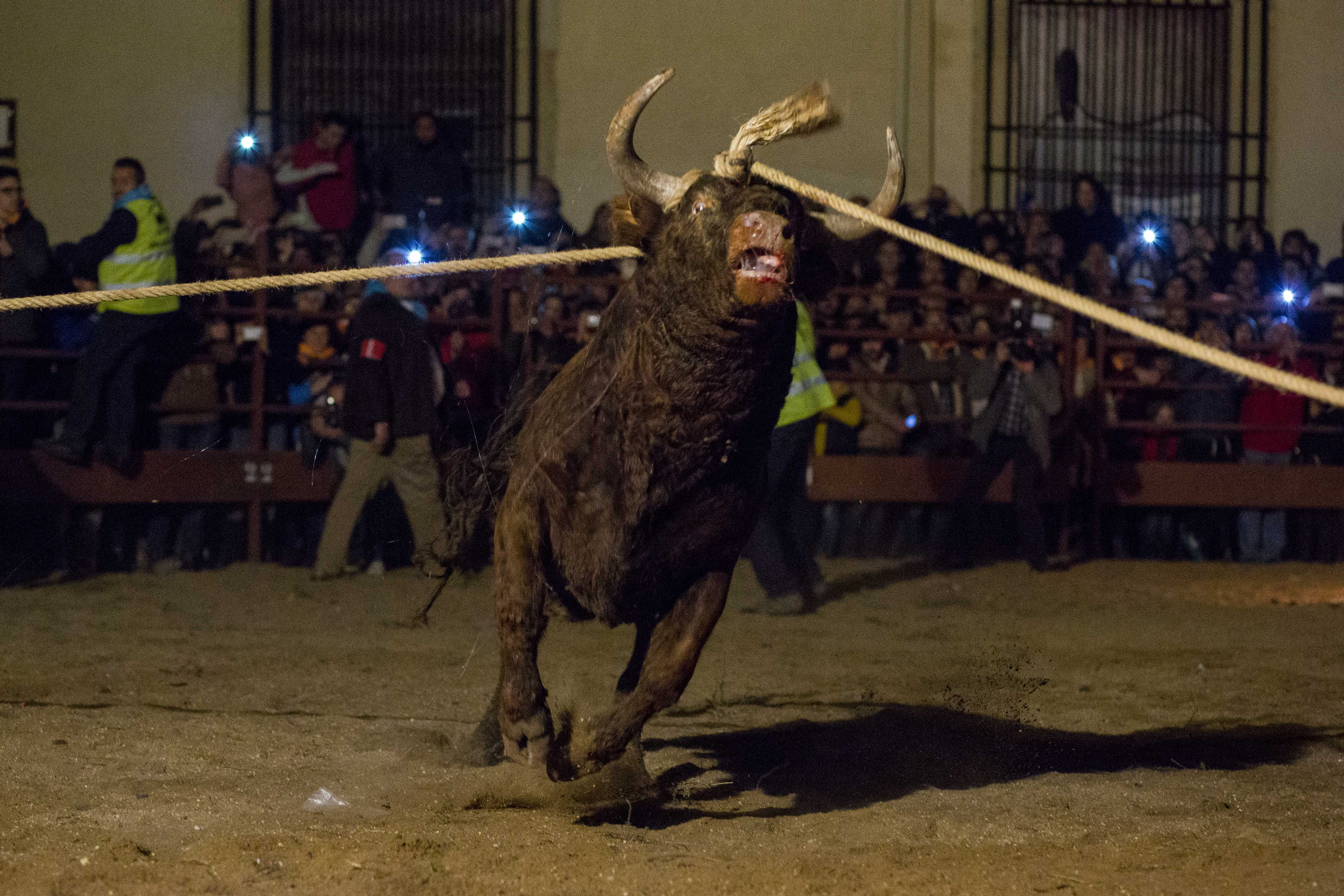
トロ・フビロに用いるため、場内に引き出されるウシ

トロ・フビロ (西: Toro Jubilo)とは、スペイン・メディナセリで行われるウシを使った祭りの1つ。
Toro Jubiloは「雄牛の喜び」を意味し、ウシの角にタールを染み込ませた布を巻き付けた上で火を着けてウシを暴れ狂わせ、それを楽しむ。
同様の祭りは他所でも存在し、スペインの他地域で行われるものはToro emboladoと呼ばれる。また、南米にもVaca Loca ("Crazy Cow")などと呼ばれる似た祭りがある。

## 概要

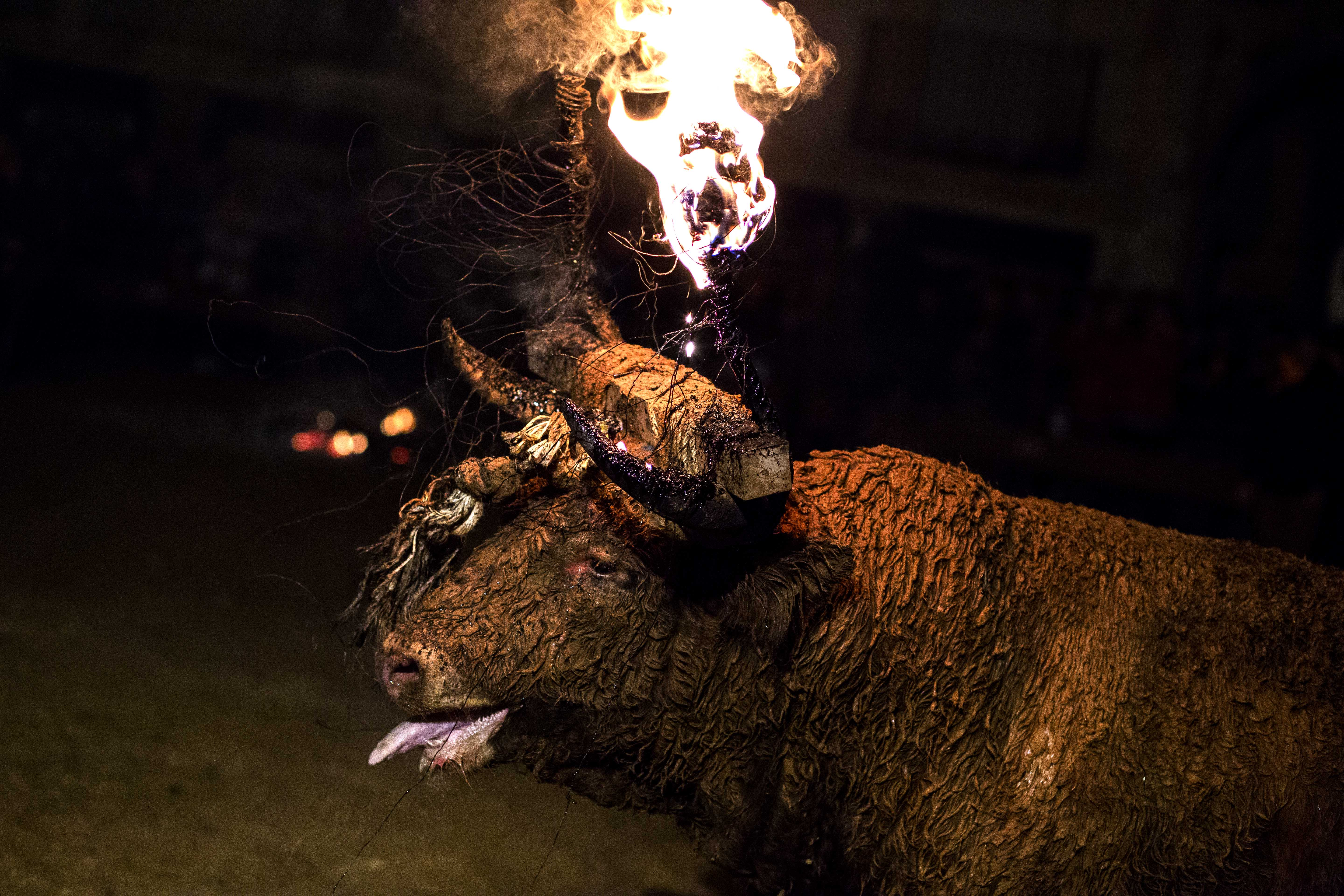
全身に泥を、角にはタールを塗られ、火をつけられたウシ

スペイン北部のメディナセリで数百年にわたり続けられている伝統の祭りであり、
トロ・フビロに用いられるウシは、すぐに死なないように全身に泥を塗られ、火から「保護」される。
そして角にタールが塗り込まれた布を厚く巻き付け、火が点けられる。
ウシの角には神経が通っているため、角に火をつけられたウシは激痛と恐怖により暴れ狂う。
観客は暴れるウシを鑑賞し、ときにウシに近づいてはその角を躱し、囃し立てる。
祭りは角が燃え尽きるか、途中で心臓発作で死ぬか、疲れ果てて動けなくなるかするまで続く。

## 批判
その内容から批判の声が動物愛護団体から上がっている。
スペインの動物愛護団体および政党であるPACMAは、トロ・フビロを「グロテスクな伝統」と評し、祭りの主催者に対し法的措置を検討していることを表明している。
また、動物保護団体アニマ・ナチュラリス(Anima Naturalis)は牛が場内に引きずり出されるまでの間、狭い檻に何時間も閉じこめられていることを報告している。

## 類似の祭り(Toro de fuego)

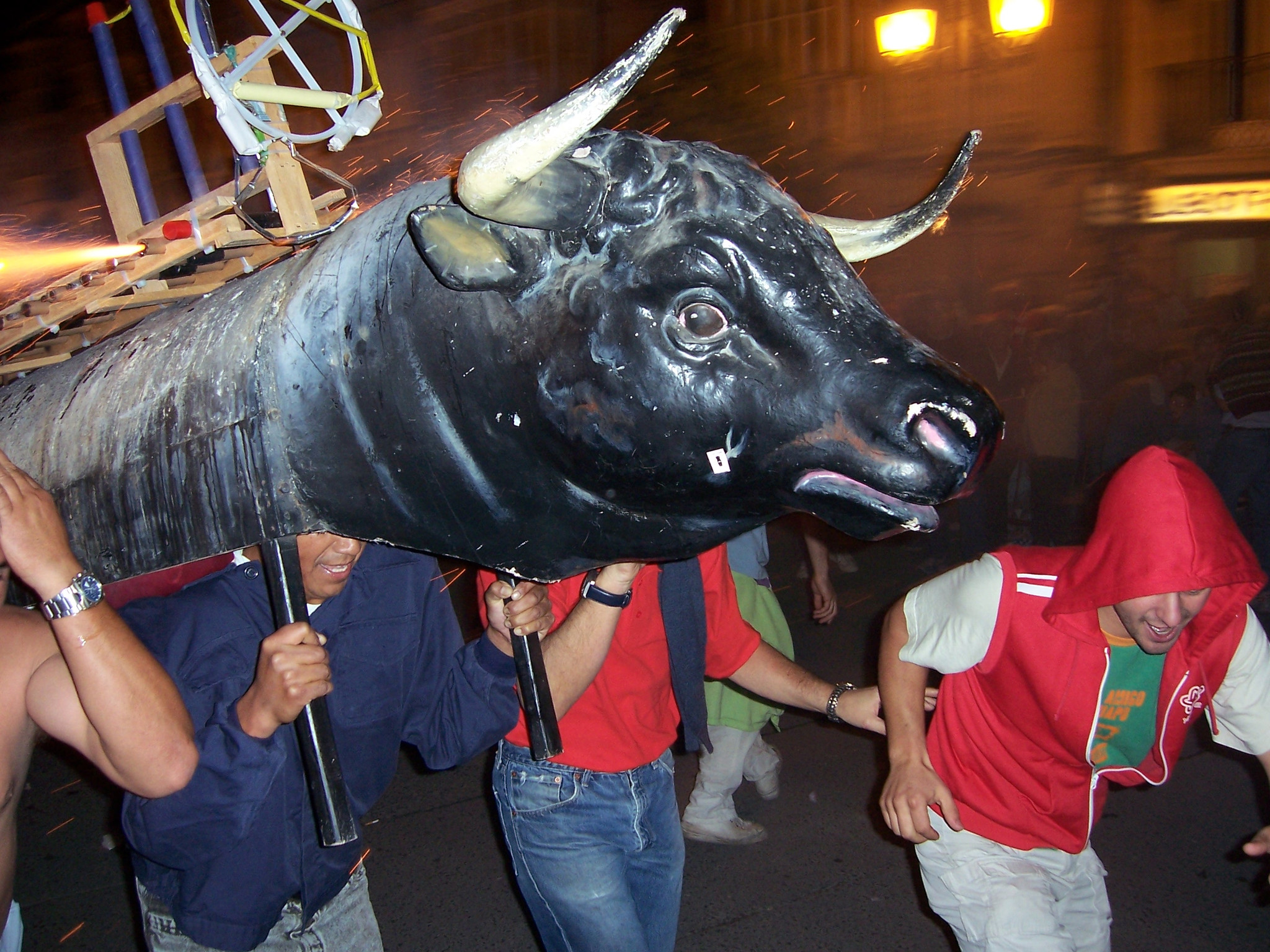
Toro de fuego。金属製のウシの像に花火がくくりつけられている

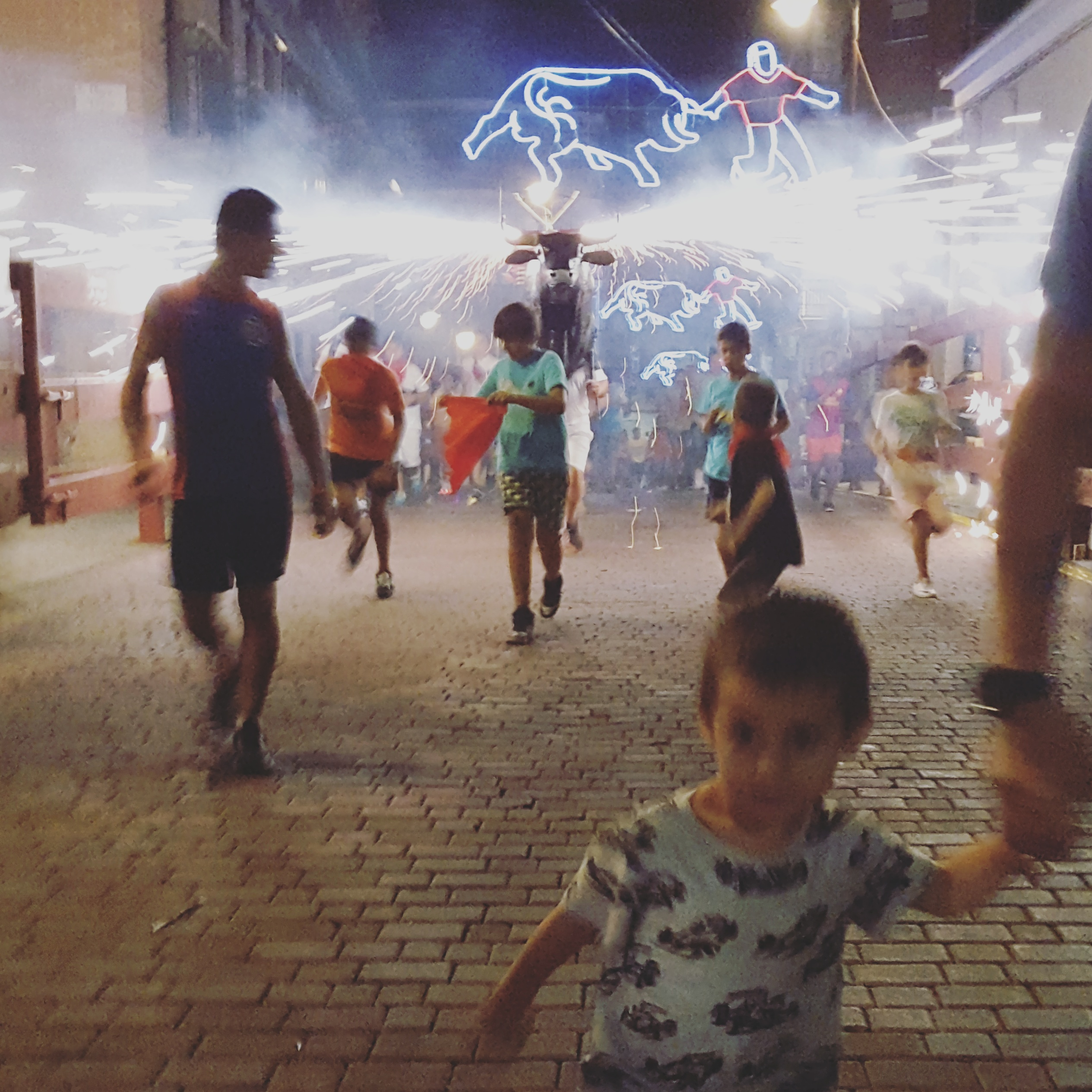
Toro de fuego。人々を追い回す様子

同様の祭りに「Toros de Fuego」があり、ウシを模したイミテーションに花火をくくりつけ、人々を追い回す。